# Лис Ренар

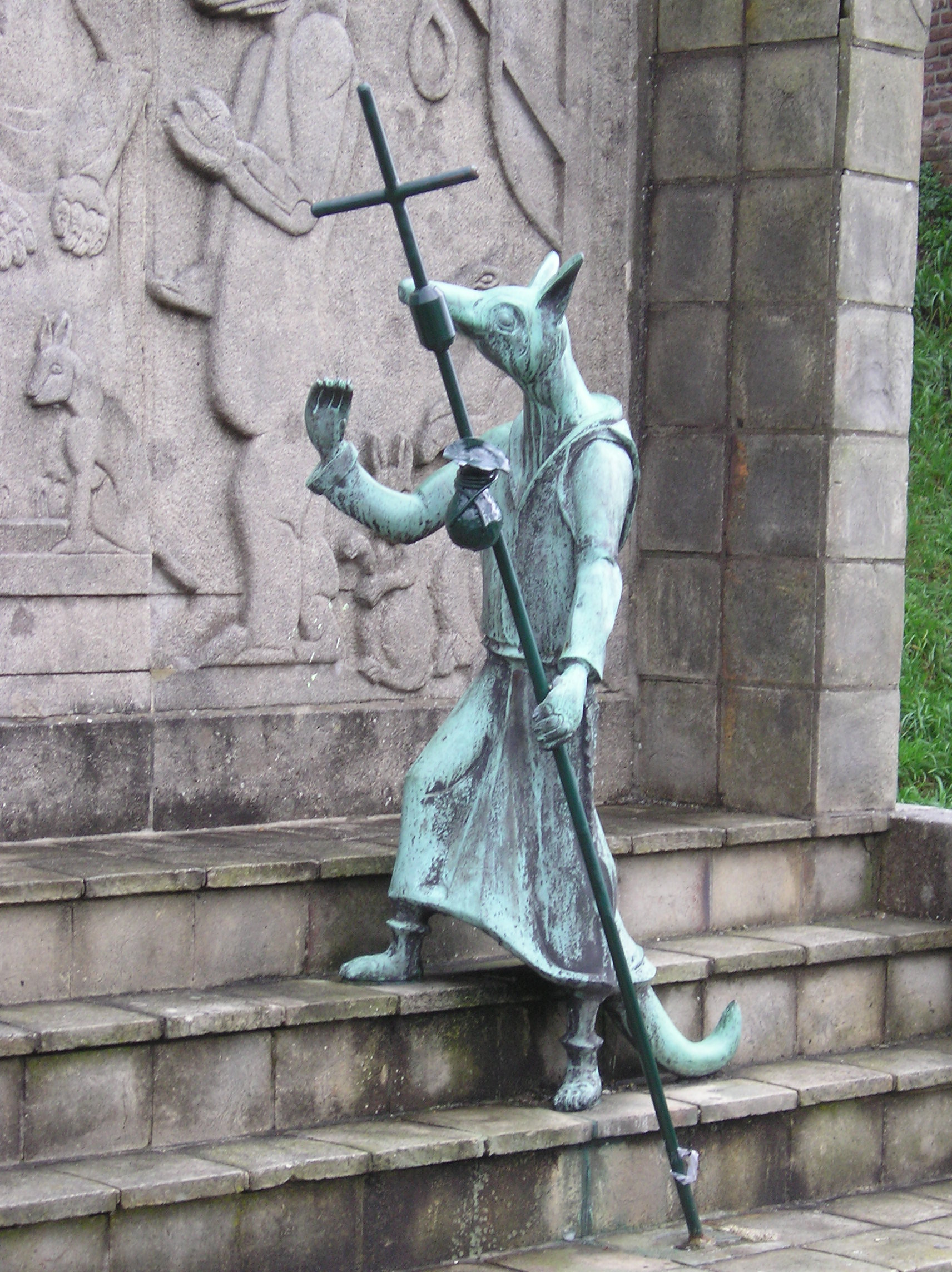
Пам'ятник Ренару в місті Гюлст (Нідерланди)

Лис Ренар (Рейнеке, нід. Reinaert; фр. Renard; нім. Reineke або Reinicke; лат. Renartus) — головний герой епічного циклу та фольклору Франції, Бенілюксу та Німеччини, традиція якого йде від раннього середньовіччя. Історії про Ренара — антропоморфного рудого лиса, котрий виступає в ролі трикстера. Його пригоди зазвичай пов'язані з обманом інших антропоморфних тварин на власну користь або спробами уникнути відплати за вчинену шкоду. Основним противником Ренара зазвичай виступає похмурий вовк Ізегрім. Переробки творів про Лиса відомі у багатьох європейських літературах. В Україні мотиви цього сюжету розробляв Іван Франко у творі «Лис Микита».